# Partido Democrático
Partido Democrático (PD, svenska: Demokratiska partiet) är ett politiskt parti i Östtimor. Partiet grundades 2001 och är ett av landets större partier. Det har ofta betraktats som ett alternativ till de dominerande partierna Fretilin och CNRT.  

## Historia
PD bildades 2001 som en liberal och demokratisk kraft i Östtimors politiska landskap. Partiet var ett av de första att registreras efter att landet blev självständigt från Indonesien år 2002.  
I de första parlamentsvalen 2001 fick PD 8,7 % av rösterna och blev det tredje största partiet i Östtimors parlament. Partiet har sedan dess spelat en viktig roll i landets demokratiska utveckling och har vid olika tillfällen ingått i koalitionsregeringar.  

## Ideologi och politik
PD är ett liberalt parti som förespråkar demokrati, mänskliga rättigheter, ekonomisk utveckling och en stärkt rättsstat. Partiet har också betonat vikten av utbildning, social rättvisa och att stärka ungdomars rättigheter i Östtimor.  

## Valresultat

### Parlamentsval
| År   | Röstandel (%) | Mandat | Position           |
| ---- | ------------- | ------ | ------------------ |
| 2001 | 8,7 %         | 7 / 88 | Opposition         |
| 2007 | 11,3 %        | 8 / 65 | Regeringskoalition |
| 2012 | 10,3 %        | 8 / 65 | Regeringskoalition |
| 2017 | 9,8 %         | 7 / 65 | Opposition         |
| 2023 | 6,5 %         | 5 / 65 | Opposition         |

## Ledarskap
Genom åren har PD haft flera ledare, inklusive dess första ordförande Fernando de Araújo, som även tjänstgjorde som Östtimors president under en kort period. Nuvarande partiledare är Ángela Freitas.  